# EdgeHTML
EdgeHTML е патентован HTML-инструмент, разработен от Microsoft за нуждите на Microsoft Edge уеб браузер. Това е софтуерна разработка от Trident, на която всички изходни кодове Legacy-Codes от старите версии на Internet Explorer биват отстранени и повечето от програмите биват подновени според новите уеб стандарти. Многофункционалността при работата с другите модерни браузери също бива в по-голямата си част отстранена. Този инструмент, който първоначално е представен като експериментален, след появата на Windows 10 Technical Preview 9879, става част от операционната система и бива представен заедно с Internet Explorer като Microsoft Edge. 

## Употреба в Windows
EdgeHTML е проектиран като софтуерна компонента, която дава възможност на софтуерните разработчици, по-лесно да добавят уеб браузинг функционалности към техните собствени приложения. Той притежава COM интерфейс за достъп и редакция на уеб страници във всяка, COM-поддържаща среда, като напр. C++; .NET. С това човек може например да добави уеб браузер – компонента към C++ програма и така страницата, която се показва, както и свойствата на елементите, се извикват от компютъра. Така биха могли да се уловят събития от уеб браузера. EdgeHTML може да бъде използван за изпълнение на WinRT-приложения, базирани върху различните уеб-технологии.

## История на версиите
| EdgeHTML | Edge     | Дата На Излизане | Release-Notes                                                                            |
| -------- | -------- | ---------------- | ---------------------------------------------------------------------------------------- |
| 12.10240 | 20.10240 | 15 юли 2015      | Първо издание, базирано на Trident 7.0. Към момента поддържа HTML5, CSS3 и ECMAScript 6. |
| 13.10586 | 25.10586 | 5 ноември 2015   | Първи платформен ъпдейт, съдържащ нови подобрения за ECMAScript 6, HTML5 и Object RTC.   |
| 14.14393 | 38.14393 | 2 август 2016    | Поддръжка за WebRTC 1.0, ECMAScript 6 и 7, подобрен HTML5 и CSS 3.                       |

## EdgeHTML 12
EdgeHTML е представен за първи път от Microsoft като част от Internet Explorer 11 в Windows 10 Technical Preview Build 9879 на 12 ноември 2014 г. Microsoft планира да използва EdgeHTML в Internet Explorer и проект Spartan (който по-късно е преименуван на Microsoft Edge). В Internet Explorer той би съществувал като Trident 7, за да се отстранят проблемите със съвместимостта. Впоследствие Microsoft решават да доставят Internet Explorer 11, както в Windows 10, така и в Windows 8.1. Поради това EdgeHTML бива използван само в Microsoft Edge.
За разлика от Trident, EdgeHTML не поддържа ActiveX. EdgeHTML не поддържа също X-UA-съвместими заглавия, които биват използвани в Trident, за да се установи версията, в която дадената уеб страница трябва да бъде заредена. Също така EdgeHTML вече не използва списъците за съвместимост. Той автоматично установява, дали дадената страница се нуждае от някаква технология, за да бъде правилно заредена и след това на потребителя се препоръчва да отвори същата страница в Internet Explorer. Също така клиентската програма бива променена, като тя съобщава на Google Chrome или Apple Safari, дали има съвместимост с KHTML и Gecko и по този начин, Edge-сървъра изпраща пълната версия на дадената уеб страница, вместо страници с понижена функционалност. EdgeHTML, сравнен с Trident, има значително подобрение при изпълнение на работа, като това се вижда често при Benchmark-резултатите. 

## Клиентски програми
| EdgeHTML 12 | Mozilla/5.0 (Windows NT 10.0;) AppleWebKit/537.36 (KHTML) Chrome/42.0.2311.135 Safari/537.36 Edge/12.10240 |
| Trident 11  | Mozilla/5.0 (Windows NT 10.0; Trident/7.0; rv:11.0)                                                        |

EdgeHTML е носочен предимно към модерните уеб-стандарти и многофункционалност, вместо към съвместимостта. При първоначално пуснатата версия за Windows 10 е имало над 4000
подобрения по отношение на
многофукционалността.

## EdgeHTML 13
На 18 август 2015 г. Microsoft представя EdgeHTML 13 като част от Windows 10.10525. Това обаче все още се представя като 12-а версия. В последвалите ъпдеити поддръжката на HTML5 и CCS3 е разширена с нови елементи. EdgeHTML 13 поддържа вече и Object RTC. Преди всичко обаче бива подобрена тази с ECMAScript 6 и биват добавени част от функциите на ECMAScript 7. След ъпдейта Chakra, Edge предоставя вече най-добрата поддръжка за ECMAScript 6. Показаните резулатати са с 13% по-добри от тези на Mozilla Firefox 42, която е най-новата версия на Firefox.
EdgeHTML 13.10586 е представен от Microsoft в повече варианти. На 12 ноември 2015 г. е представен New Xbox One Experience–ъпдейт за Xbox One, който Internet Explorer 10 заменя чрез версията EdgeHTML 13.10586. Всичко това е представено още на същия ден, като част от ъпдейта на версията 1511. На 18 ноември 2015 г. е представен друг ъпдейт: Mobile Insider Preview. Тогава от Microsoft го представят върху Windows Server 2016 като част от Technical Preview 4.

## EdgeHTML 14
На 16 декември 2015 г. Microsoft представя Redstone Build 1. През януари и февруари 2016 следват други Build-ове, който представят цялостната работа върху EdgeHTML 14. На 18 февруари 2016 г., EdgeHTML 14 е представен във версията 14.14267. Тази версия не съдържа почти никакви промени в стандартната поддръжка, но тази на ECMAScript и CSS3 бива подобрена, а също и работата с Web Notifications и WebRTC 1.0. Освен това от Microsoft споменават, че ще работят върху версиите VP9, WOFF 2.0, Web Speech API, WebM, FIDO 2.0, Beacon, както и още много други.
Представянето на финалната версия 14.14393 е на 2 август 2016 г., като част от Anniversary-ъпдейт за Windows 10.

## Производителност
Рецензия на последните Windows 10 Builds от AnandTech открива големите подобрения на производителността в сравнение с Trident. Преди всичко е подобрена значително JavaScript техлогията, която е също толкова бърза, колкото и V8 (JavaScript-Implementierung von Google). Други Benchmark-ове, които са специализирани към проверка производителността на WebGL-APIs показват, че EdgeHTML е значително по-работоспособен в сравнение с Blink и Gecko.

## Съвместимост
EdgeHTML трябва да е съвместим с WebKit – инструмента, който се използва при Apple Safari и другите уеб браузери. От Microsoft заявяват: „Jede Differenz zwischen Edge und WebKit sind Fehler in deren Beseitigung wir sehr interessiert sind“, което в превод от немски означава: „Всяка разлика между Edge и WebKit е грешка, чието отстраняване е в наш интерес“.